# Sidney Morgan
Sidney Morgan (2 de agosto de 1874 – 11 de junho de 1946) foi um diretor inglês, roteirista e produtor. Ele dirigiu 45 filmes entre 1914 e 1937. Como ator, ele apareceu no filme Juno and the Paycock, de Alfred Hitchcock. Morgan nasceu a 1874 em Bermondse, Londres e faleceu a 1946 em Boscombe, Bournemouth, Hampshire. Sua filha, Joan Morgan, atuou como atriz de cinema mudo em seus filmes.

## Filmografia selecionada
- The Brass Bottle (1914)
- Auld Lang Syne (1917)
- Democracy (1918)
- The Children of Gibeon (1920)
- The Black Sheep (1920)
- A Lowland Cinderella (1922)
- A Window in Piccadilly (1928)
- The Thoroughbred (1928)
- The Alley Cat (1929)
- Juno and the Paycock (1930)
- Her Reputation (1931)